# Rhodometra
Rhodometra is een geslacht van vlinders uit de familie van de spanners (Geometridae) en de onderfamilie Sterrhinae.

## Soorten
- R. angasmarcata Dognin, 1917
- R. antophilaria Hübner, 1809/13
- R. audeoudi Prout, 1928
- R. consecraria Staudinger, 1871
- R. debiliaria Rothschild, 1914
- R. intervenata Warren, 1902
- R. kikiae Wiltshire, 1982
- R. labdoides Herbulot, 1997
- R. lucidaria Swinhoe, 1904
- R. participata (Walker, 1862)
- R. plectaria (Guenée, 1858)
- R. sacraria Linnaeus, 1767 - roodstreepspanner
- R. satura Prout, 1916
- R. sevastopuloi Carcasson, 1964
- R. virgenpamba Dognin, 1892